# トリフェニル酢酸
| トリフェニル酢酸 | トリフェニル酢酸 |
| ---------------- | ---------------- |
|                  |                  |
| 分子式           | C20H16O2         |
| 分子量           | 288.35           |
| CAS登録番号      | 595-91-5         |

トリフェニル酢酸（英語、triphenylacetic acid）とは、2,2,2-トリフェニルエタン酸のことであり、酢酸分子中の炭化水素部分の水素3つが全てフェニル基に置換された構造をしたカルボン酸である。CAS登録番号は、595-91-5。

## 概要

水素を省略していない酢酸の構造式。トリフェニル酢酸は、このうち炭素に直結した水素3つがフェニル基になっている。

トリフェニル酢酸の分子式はC20H16O2であり、分子量は約288.35である

。
メタノール、エタノール、酢酸には溶解する

。
この他、テトラヒドロフランにも溶解させることができる

。
逆に、トリフェニル酢酸は分子中に3つもベンゼン環を持っているのにもかかわらず、ベンゼンには溶解しにくい

。
これらのうちエタノール溶液から再結晶して得たトリフェニル酢酸の結晶は柱状晶である

。
トリフェニル酢酸は、常温常圧では固体であり、融点は約267 ℃

。
融点以上に加熱すると、トリフェニルメタンと二酸化炭素とに分解する

。
なお、この約267 ℃という融点はカルボン酸としての性質を持っているために比較的高くなっており、例えば、分子中のカルボキシ基とエタノールとを脱水縮合した分子であるトリフェニル酢酸エチルは

、トリフェニル酢酸よりも分子量が大きいのにもかかわらず、その常圧での融点は120 ℃から121 ℃程度しかない

。

## 製法
トリフェニル酢酸は、トリクロロ酢酸とベンゼンとを、塩化アルミニウムを加えて加熱することで得られる

。

## 用途
トリフェニル酢酸は、医薬品の分子を塩の形にするために利用することがある。例えば、アドレナリンβ2受容体刺激薬の1種であるビランテロールは、2015年現在、ビランテロールトリフェニル酢酸塩として利用されている

。

## 生物への影響
トリフェニル酢酸は、水生生物に対して非常に強い毒性を持っているため

、そのままの形で環境中へ放出することは避けるべきである。なお、ヒトなどに対してはそれほど影響は無いものの、トリフェニル酢酸を扱う際は、念のためにゴーグルで目を防御し、また、必要ならば手袋などを装着の上で扱う

。